# 午後の恋人
『午後の恋人』（ごごのこいびと）は、1979年5月23日から同年9月12日までフジテレビの『平岩弓枝ドラマシリーズ』枠で放送されていたテレビドラマである。放送時間は毎週水曜 21:00 - 21:54 （日本標準時）。

## あらすじ
アパレル商社の名門・佐伯商事の2代目で専務の佐伯信吉（高橋昌也）は、結婚して20年になる妻・明子（若尾文子）との間に子供がなかった。ところがある日、年若きファッションモデルで愛人の千枝子（樹れい子）から妊娠を告げられ、明子に子供のために離婚してくれと言い出す。それを受け入れて独り身となった明子は、コーヒー専門店の経営に乗り出す。また、年下で長唄鼓方の若き跡取りである樋口浩之（市川海老蔵）と出会い、恋に落ちる。

## キャスト
- 佐伯明子 → 坪井明子：若尾文子
- 佐伯信吉（佐伯商事専務）：高橋昌也
- 樋口浩之（長唄鼓方若宗匠）：市川海老蔵
- 秋山源太郎（秋山画廊社長）：西村晃
- 篠原光一：津川雅彦
- 坪井東作（明子の叔父で洋画家）：山村聡
- 樋口幸照（長唄鼓方宗家）：中村翫右衛門
- 朝倉小百合：萩尾みどり
- 宇刈乙也：橋爪功
- 小村千枝子（信吉の愛人でファッションモデル）：樹れい子
- 小西厚子：南美江
- 進一郎（佐伯商事社長で宗子の夫）：内藤武敏
- 太郎（佐伯商事取締役で佐伯進一郎の長男）：堀内正美
- 宗子（佐伯信吉の実妹）：久保菜穂子
- 奈緒子：西川まさ子
- 富夫：田島真吾

## スタッフ
- 原作・脚本：平岩弓枝
- プロデュース：大野木直之
- 演出：久野浩平、大野木直之、山田良明
- 音楽：福井峻

## 主題歌
- 「根雪」（中島みゆき）